# ORCA
ORCA — програмний пакет для розрахунків методами квантової хімії. Розробляється в Інституті хімії енергетичної конверсії Товариства Макса Планка, Німеччина.
Програмний пакет безкоштовний для академічного використання. Підтримує ОС Windows і Linux. Поширюється у вигляді виконуваних бінарних файлів.

## Область застосування
Використовується для розрахунків методами напівемпірики, Гартрі — Фока з надбудовами, DFT:
- Енергії системи
- Локальних мінімумів енергії системи
- Перехідних станів
- Гессіана та ІЧ-спектрів
- Електронних переходів
- ЯМР-спектрів

Основне призначення програмного комплексу — розрахунок великих молекул, комплексів з перехідними металами, а також їх UV-Vis та ІЧ спектрів.

## Зв'язок з іншими програмами
ORCA зберігає результати в текстових файлах особливого формату. Основний файл, що містить розраховані геометрії і спектри може бути візуалізовано сторонніми програмами, наприклад Chemcraft 1.6. Молекулярні орбіталі зберігаються у файлах gbw і не можуть бути відкриті сторонніми візуалізаторами. Тим не менш, вони можуть бути переформатовані у Cube-файли внутрішнім перетворювачем orca_plot.
Однією з ключових особливостей порівняно з аналогічними комплексами є нативна можливість завантажувати і виводити геометрію в форматі xyz, що дає можливість каскадних розрахунків. Формат xyz здатний розуміти більшість хімічних візуалізаторів.